# Patrick Marquebielle
Patrick Marquebielle es un jinete francés que compitió en la modalidad de concurso completo. Ganó una medalla de bronce en el Campeonato Europeo de Concurso Completo de 1983, en la prueba por equipos.

## Palmarés internacional
| Campeonato Europeo | Campeonato Europeo | Campeonato Europeo | Campeonato Europeo |
| Año                | Lugar              | Medalla            | Categoría          |
| ------------------ | ------------------ | ------------------ | ------------------ |
| 1983               | Frauenfeld (Suiza) | Medalla de bronce  | Por equipos        |